# تیتو اسکیپا جونیور
تیتو اسکیپا جونیور (ایتالیایی: Tito Schipa Jr.؛ زادهٔ ۱۸ آوریل ۱۹۴۶) خواننده-ترانه‌پرداز، موسیقی‌دان، آهنگساز و بازیگر اهل ایتالیا است.
از جمله فیلم‌ها یا سریال‌های تلویزیونی که وی در آنها نقش داشته‌است، می‌توان به زندگی وردی و به‌سوی جنوب اشاره کرد.